# Razvrstitev galaksij
Razvrstitev galaksij je razvrstitev galaksij v skupine glede na njihove sorodne vidne značilnosti. Galaksije imajo zelo različne oblike. Prve razvrstitve galaksij (razvrstitve prve vrste; Messier, William Herschel, John Herschel, Max Wolf) so bile zgolj opisne, pa tudi prava narava galaksij še ni bila znana. Leta 1845 je lord Rosse s 72 palčnim (1830 mm) zrcalnim daljnogledom prvi razpoznal spiralno zgradbo Vrtinca (M51a). Spiralno zgradbo je kasneje razpoznal še v dvajsetih drugih meglicah. Fotografsko delo Isaaca Robertsa med letoma 1885 in 1904 je potrdilo spiralne oblike in povečalo njihovo število na 40. Heber Doust Curtis je leta 1918 prvi razpoznal prečke pri spiralnih galaksijah in jih imenoval tip Φ. Hubble je leta 1929 definitivno ugotovil da so galaksije dejansko veliki skupki zvezd, ki so oddaljene preko milijon svetlobnih let.
Večina razvrstitev temelji na opazovanjih z zemeljskega površja v vidnem delu spektra elektromagnetnega valovanja, največkrat v modrem delu, prek površinskega sija galaksij. Galaksije pa se lahko, opazovane v različnih delih spektra, močno razlikujejo od tega kriterija. Modri del vidnega dela spektra je pri galaksijah z velikim rdečim premikom premaknjen v ultravijolični del, kar je pri kriteriju treba upoštevati.

## Pregled razvrstitev
Obstaja več vrst razvrstitev, od katerih so najbolj znane razvrstitve druge vrste (morfološke in fizikalne):
- Wolfova razvrstitev je nastala leta 1908. Je opisna.
- Lundmarkova razvrstitev je nastala okoli leta 1922, prvič pa je bila objavljena leta 1926. Je izključno morfološka.
- Shapleyjeva razvrstitev je nastala leta 1928 in njen kriterij razvrščanja je podoben Lundmarkovemu.[2]
- Reynoldsova razvrstitev je nastala leta 1920 in je podobna prvotni Hubbleovi razvrstitvi.
- Hubble-Sandageova razvrstitev se je v zasnovi pojavila leta 1925, prva različica je bila objavljena leta 1936, druga pa leta 1961. Razvila sta jo Edwin Powell Hubble in po njegovi smrti Allan Rex Sandage. Je tudi morfološka z nekaterimi fizikalnimi značilnostmi galaksij.
- De Vaucouleursova razvrstitev je objavljena leta 1956. Je prilagoditev Hubble-Sandageove razvrstitve.
- Morganova ali Yerkesova razvrstitev je idejno nastala leta 1957, objavljena pa 1958, 1959 in 1961, vsakič v malo spremenjeni različici. Temelji na fizikalnih značilnostih galaksij, morfologija pa je manj pomembna.
- Holmbergova razvrstitev je prilagoditev Hubble-Sandageove, objavljena leta 1958.
- Van den Bergova razvrstitev (DDO) je nastala leta 1960 in temelji na fizikalnih značilnostih galaksij.
- Zwickyjeva razvrstitev je bila objavljena leta 1964. Temelji izključno na fizikalnih značilnostih galaksij.
- razvrstitev Voroncov-Veljaminova. Je opisna in vključuje nepravilne oblike ter trkajoče galaksije.
- samodejne razvrstitve

## Wolfova razvrstitev
Do leta 1907 je bil Novi splošni katalog (NGC) skupaj z Indeksnima katalogoma (IC I in IC II) najpopolnejši katalog meglic, ki je vseboval veliko galaksij v današnjem pomenu. Razvrstitev Maxa Wolfa je nastala leta 1908 na podlagi fotografij narejenih v heidelberškem observatoriju. Za različne oblike so se uporabljale črke. Razlik med galaktičnimi planetarnimi meglicami in galaksijami ni bilo. Čeprav Wolfov sistem ni splošno znan, je bil prvi sistem, ki je vseboval linearni niz od amorfnih oblik brez spiralnih vzorcev (tipi od d do k), do popolnoma razvitih spiralnih galaksij (tipi od r do w). Wolfova razvrstitev se je uporabljala vse do 1940-ih. Uporabljal jo je tudi Hubble (1917) pri delu na Yerkesovem observatoriju.

## Lundmarkova razvrstitev
Ta razvrstitev ni tako znana kot Hubble-Sandageova, je pa zanimiva ker je zelo podobna, tako da so jo nekateri imeli za ponaredek, čeprav je nastala pred Hubblovim predlogom. Kriterij, po katerem je Lundmark razvrščal galaksije, je drugačen od Hubblovega. Delitev znotraj razreda temelji na stopnji koncentracije proti središču. Razvrstitev »anagalaktičnih« meglic deli galaksije v štiri razrede:
- nepravilna telesa
- kroglaste, eliptične, podaljšane, ovalne ali lečaste meglice
- Magellanove meglice
- spiralne meglice

Lundmark je razvrstil vse vrste meglic, galaksije z imenom »anagalaktične meglice« pa je označil z II ali z A:
| razred/podrazred/tip | zgledi                     |
| --- | -------------------------- |
| Aa - nepravilne meglice |                            |
| Zgradba je zelo nenavadna in spominja ne nekatere planetarne meglice |                            |
| - Aa | NGC 2537, NGC 5144         |
| Ae - kroglaste, eliptične, podaljšane, ovalne ali lečaste meglice |                            |
| Spiralni zgradbi ni moč slediti, sem spadajo spiralne galaksije, ki so vidne s strani. Obsega veliko teles. Glede na stopnjo koncentracije je šest tipov. Če je prisotna absorpcija, se za oznako doda črka a (npr. Ae2a) |                            |
| zelo malo zbite proti središču - Ae0 | NGC 4302                   |
| malo zbite proti središču - Ae1 | IC 2233                    |
| zbite proti središču - Ae2 | NGC 1600                   |
| precej zbite proti središču - Ae3 | M85 (NGC 4382)             |
| zelo zbite proti središču - Ae4 | NGC 4278                   |
| zelo veliko zbite proti središču - Ae5 | M87 (NGC 4486)             |
| Am - Magellanove meglice |                            |
| Razred obsega nepravilne galaksije ali galaksije pri katerih je opazna izroditev spiralnosti. S tem razredom je Lundmark verjetno hotel zaobseči prehodne galaksije od galaksij brez spiralne zgradbe do galaksij s spiralno obliko. Glede na stopnjo koncentracije proti središču obstajata dva podrazreda, oziroma šest tipov |                            |
| zelo malo ali brez zbitosti proti središču |                            |
| - Am0 | NGC 4449                   |
| različne stopnje zbitosti proti središču |                            |
| zbite proti središču (1. stopnja) - Am1 |                            |
| zbite proti središču (2. stopnja) - Am2 |                            |
| zbite proti središču (3. stopnja) - Am3 |                            |
| zbite proti središču (4. stopnja) - Am4 |                            |
| zbite proti središču (5. stopnja) - Am5 |                            |
| As - spiralne |                            |
| Razred vsebuje sedem podrazredov, oziroma enajst tipov. Znotraj podrazreda As1-As5 sta dve različici: nepretrgani spiralni kraki - As1c - As5c spiralni kraki razbiti v pege ali ločene točke - As1b-As5b |                            |
| spiralna zgradba komaj vidna |                            |
| - As0 | Sombrero (M104, NGC 4594)  |
| različne stopnje zbitosti proti središču |                            |
| zbite proti središču (1. stopnja) - As1 |                            |
| zbite proti središču (2. stopnja) - As2 |                            |
| zbite proti središču (3. stopnja) - As3 |                            |
| zbite proti središču (4. stopnja) - As4 |                            |
| zbite proti središču (5. stopnja) - As5 |                            |
| enovejne spirale |                            |
| - Aso | NGC 5278                   |
| spiralni kraki oblikujejo svetli obroč |                            |
| - Asr | M94 (NGC 4736)             |
| dvomna povezava obroča s središčem |                            |
| - Ass | NGC 936                    |
| obroč ali kraki povezani s središčem prek prečke |                            |
| - Asp | NGC 1326                   |
| spiralni kraki imajo dodatno meglico |                            |
| - Asa | Vrtinec (M51, NGC 5194-95) |

Lundmarkova razvrstitev je izključno morfološka. Delitev na razrede temelji na zunanji obliki, oziroma stopnji razvitosti spiralnih krakov - najprej so meglice brez oblik, potem sledijo simetrične meglice brez spiralne zgradbe, nato meglice pri katerih je nejasno vidna spiralna zgradba in na koncu meglice s spiralno zgradbo. Delitev znotraj razredov je izvedena na podlagi stopnje koncentracije proti središču. Iz te razvrstitve ni moč razbrati fizikalnih značilnosti galaksij z razliko od Hubble-Sandageove razvrstitve, kjer je deloma razvidna smer evolucije. Naslednja razpredelnica prikazuje primerjavo med Lundmarkove in Hubble-Sandageove razvrstitve.
| Lundmark | Hubble-Sandage  |
| -------- | --------------- |
| Aa       | Sc              |
| Ae       | E, S0, SB0      |
| Am       | Irr I           |
| As       | Sa, Sb, Sc, SBa |

Naslednja razpredelnica prikazuje seznam navedenih zgledov Lundmarkove razvrtitve, njihov tip v tej razvrstitvi in za primerjavo Hubble-sandageov tip:
| NGC/IC  | Lundmark | Hubble-Sandage         |
| ------- | -------- | ---------------------- |
| 936     | Ass      | SB(rs)0+ [SBa, SB0-a]  |
| 1326    | Asp      | (R_1)SB(rl)0/a [SB0]   |
| 1600    | Ae2      | E3 [E5]                |
| 2537    | Aa       | SB(s)m pec [Sc]        |
| 4278    | Ae4      | E1-2                   |
| 4302    | Ae0      | Sc: sp                 |
| 4382    | Ae3      | SA(s)0+ pec [S0, S0-a] |
| 4449    | Am0      | IBm; HII Sbrst [Irr I] |
| 4486    | Ae5      | E+0-1 pec              |
| 4594    | As0      | SA(s)a [Sa/Sb]         |
| 4736    | Asr      | (R)SA(r)ab [Sb]        |
| 5144    | Aa       | SAc? pec               |
| 5194    | Asa      | SA(s)bc pec            |
| 5278    | Aso      | SA(s)b? pec [Sb/P]     |
| IC 2233 | Ae1      | SB(s)d: sp             |

## Hubble-Sandageova razvrstitev
Hubble je svojo obliko linearne razvrstitve galaksij podal leta 1925, sistem pa podrobno opisal v svoji knjigi Kraljestvo meglic (The Realm of the Nebulae) leta 1936. Njegov sistem razvrščanja sestavlja: niz eliptičnih galaksij (E) (E0 je okrogla oblika, E7 lečasta oblika) in dva vzporedna niza spiralnih galaksij: normalnih (S) in spiralnih galaksij s prečko (SB). Oba niza sta naprej razdeljena na tri dele: zgodnji (a), vmesni (b) in pozni (c). Na koncu se niza spet spojita v en niz, ki predstavlja nepravilne galaksije, razdeljene v dva tipa (I ali II) glede na možnost razločitve zvezd.
Slabost Hubblovega sistema se kaže v tem da spiralne galaksije označene z enakimi indeksi (a, b, c) v vzporednih nizih nimajo enake značilnosti razvitosti spiralnih krakov in zgradbe. Zgodnje galaksije S (Sa) niso podobne zgodnjim galaksijam SB (SBa) ampak vmesnim galaksijam SB (SBb). Tip SBa je vseboval vse galaksije brez spiralne zgradbe, vendar z izrazito prečko, odgovarjajoči del v nizu S (Sa) pa je vseboval galaksije z razvito spiralno zgradbo, kjer se je, če oblike ni bilo moč neposredno odkriti, predpostavila, nezmožnost odkritja pa se je pripisala neugodni legi galaksije ali kakšnim drugim vzrokom. Poleg tega je bil prehod od E7 na Sa prehiter, tako da je bilo treba uvesti prehodne oblike, ki pa je pri prečkastih ni, ker galaksije SBa še nimajo spiralne zgradbe in tako predstavljajo prehod od E7 v niz SB.
Z naraščanjem podatkov in števila kakovostnih fotografij se je pomanjkljivost prvotne Hubblove razvrstitve popravila. Odkrili so veliko galaksij kasnejših od E7 in še vedno zgodnejših od Sa, torej brez prečk. To so galaksije s stopnjo eliptičnosti prek meje razreda E, vendar še vedno brez znakov spiralne zgradbe. Ker je za podrazred s svojimi osnovnimi značilnostmi stal vzporedno s SBa (s tistim iz leta 1936), je bilo treba v novem sistemu v nizu SB uvesti še eno spremembo da bi se oznake in značilnosti galaksij skladale. Spremembo kaže razpredelnica.
| stara oznaka | popravljena oznaka |
| ------------ | ------------------ |
| Sa           | S0 Sa              |
| Sb           | Sb                 |
| Sc           | Sc                 |
| SBa          | SB0                |
| SBb          | SBa SBb            |
| SBc          | SBc                |

V obeh nizih tako oznaka a označuje pojavitev spiralnosti, indeks 0 pa prehodno stopnjo, galaksije kasnejše od E7 vendar brez spiralne zgradbe.
Hubble je umrl leta 1953, njegovo delo pa je nadaljeval Allan Rex Sandage, ki je pri tem uvedel nekatere svoje spremembe, tako da je v ime razvrstitve vključeno tudi njegovo ime.